# Finsbury Park (métro de Londres)
Pour les articles homonymes, voir Finsbury (homonymie).
Finsbury Park est une station de la Piccadilly line et de la Victoria line du métro de Londres. Elle est située dans le borough londonien d'Islington en zone 2.

## Services aux voyageurs

### Accès et accueil
Finsbury Park est une station d'échange intermodale dans le nord de Londres. L'échangeur se compose d'une gare ferroviaire nationale, d'une station de métro londonienne et de deux gares routières, toutes reliées entre elles. Les entrées principales sont par la station de bus sur Station Place. La billetterie de National Rail se trouve entre une entrée marquée par le symbole du métro, tandis que l'autre est marquée par le symbole du National Rail, et fournit un accès direct aux plates-formes de la ligne principale. Il y a une autre sortie par l'autre station de bus, le long de Wells Terrace, incorporant la billetterie souterraine, plus une entrée latérale étroite au sud sur la route A503 Seven Sisters. Le complexe est situé dans la zone Travelcard numéro 2.